# Frie Leysen
Frie Leysen (Hasselt, 19 de febrero de 1950 - 22 de septiembre de 2020) fue una directora de festival belga. Ocupó el cargo de directora del centro de arte deSingel desde 1980 hasta 1991. En 1994, cofundó el Kunstenfestivaldesarts en Bruselas. 

## Biografía
Frie Leysen nació en Hasselt el 19 de febrero de 1950. Es hija de Bert Leysen, el primer director de programación del NIR, y hermana gemela del actor Johan Leysen. Estudió Historia del Arte Medieval en la Universidad de Lovaina.
Leysen fue la primera directora del centro de arte en Amberes de 1980 a 1991. Junto con Guido Minne fundó el Kunstenfestivaldesarts en Bruselas en 1994. La primera edición del festival tuvo lugar en mayo de 1994. Bajo su dirección, el festival se convirtió en un gran evento de renombre internacional para artistas belgas e internacionales. Frie Leysen comenzó a arreglar varios proyectos internacionales. En 2007 organizó Meeting Points, un festival multidisciplinar que tuvo lugar en nueve ciudades árabes diferentes (Amán, Damasco, Beirut, Ramallah, El Cairo, Alejandría, El Minia, Túnez y Rabat), así como en Bruselas y Berlín. Ha sido curadora del Theater der Welt en 2010, fue una directora artística delBerliner Festspiele entre el 2010-2012, y fue el director artístico de la Wiener Festwochen entre el 2013 – 2014. Fue curadora del programa de artes escénicas de Homeworks 7 en Beirut en 2015. 
Después de un período de enfermedad, Leysen murió el 22 de septiembre de 2020 a los setenta años

## Premios
En 1991 recibió el premio 'Arkprijs van het Vrije Woord' (Premio Arca de la libertad de expresión). Recibió el Premio de la Comunidad Flamenca por contribuciones culturales generales en 2003,  obtuvo un doctorado honoris causa de la Universidad Libre de Bruselas, y el Premio Erasmus en 2014. En 2018 recibió el “Premio Bernadette Abraté”, otorgado por los críticos de teatro francófonos en Bruselas, Bélgica. El premio fue entregado a ella y a Christophe Slagmuylder por su trabajo en el Kunstenfestivaldesarts. El 28 de agosto de 2019, Frie Leysen recibió el premio EFFE a la trayectoria. La EFFE, la Asociación Europea de Festivales, reconoció su compromiso con los artistas y sus acciones por la libertad creativa de los artistas.